# جيمس إينوك هيل
جيمس إينوك هيل (بالإنجليزية: James Enoch Hill)‏ هو لاعب رماية أمريكي، ولد في 30 أكتوبر 1929 في شيكاغو في الولايات المتحدة.

## وصلات خارجية
- جيمس إينوك هيل على موقع الاتحاد الدولي (الإنجليزية)
- جيمس إينوك هيل على موقع اللجنة الأولمبية الدولية (الإنجليزية)
- جيمس إينوك هيل على موقع أوليمبيديا (الإنجليزية)